# Parc d'État Anasazi
Le parc d'État Anasazi est situé dans l'Utah. L'attraction principale est un ancien village Anasazi partiellement découvert.

## Géographie
Le parc est dans la région des canyons de l'Utah entre le canyon de la rivière Escalante et les montagnes d'Aquarius Plateau.
À proximité se trouvent les parcs nationaux de Bryce Canyon et Capitol Reef.

## Histoire
L'endroit semble avoir été occupé entre 1160 et 1235.
Les premières fouilles datent de 1927, puis en 1958 et 1959.
Le parc a été créé en 1970.

## Archéologie
L'endroit est un ancien village des amérindiens Anasazis appelé Coombs, actuellement 97 pièces ont été dégagées.
La population maximum était d'environ 200 personnes.
C'était une des plus grosses communautés amérindiennes à l'ouest de la rivière Colorado.
Les habitants étaient des grands fabricants de poteries d'après les nombreux objets en terre retrouvés.
Le site a probablement été incendié volontairement avant le départ des lieux.
Le village reste largement inexploré et enseveli.

## Climat
La région est aride avec des étés chauds et des hivers frais.
Il peut neiger en hiver dans le parc.

## Informations touristiques
Le parc est accessible par l'Utah State Route 12 à Boulder. Il se trouve à  400 km au sud de Salt Lake City.
Les droits d'entrée sont de 5$, le camping y est interdit.
Il regroupe un musée sur les Anasazis et le site archéologique de l'ancien village.
Le musée expose les objets retrouvés dans le village. Il est fermé le 1er janvier, à Thanksgiving et le 25 décembre.